# 855
855 foi um ano comum do século IX, que teve início e fim a uma terça-feira, no Calendário juliano. A sua letra dominical foi F.
| Ano completo                       |
| ---------------------------------- |
| Ano comum com início à terça-feira |

## Eventos
- 29 de Setembro - É eleito o Papa Bento III.

## Mortes
- 17 de Julho - Papa Leão IV.
- 29 de Setembro - Lotário I n. 795, foi o terceiro Imperador do Sacro Império Romano-Germânico.